# 西南夷
西南夷是中国汉代对居住在今川西、云南、贵州境内的各個民族的总称。《史记》、《汉书》、《后汉书》中都有《西南夷列传》，记载了各个时期西南夷中的基本情况。

## 国家和地区
见诸史书的国家和地区有十几个。
- 《史记·西南夷列传》中对西南地区的国家的记述有：夜郎（在今贵州省福泉县以西至云南省东部地带）、滇（在今云南省中部地带）兩國。
- 《史记·西南夷列传》中对西南地区的地区的记述有：邛都（在今四川省西昌地区）、巂（在今云南省保山地区[來源請求]）、昆明（在今云南省大理州）、徙、筰都(在今四川省雅安地区)、冉駹（在今四川省阿坝州一带）、白马（在今甘肃省南部与四川省连接地带）。

## 延伸阅读
[在维基数据编辑]
 《史記/卷116》，出自司馬遷《史記》
 《漢書/卷095》，出自班固《漢書》
 《舊唐書·卷197》，出自刘昫《舊唐書》